# Miru
Miru is een bestuurslaag in het regentschap Lamongan van de provincie Oost-Java, Indonesië. Miru telt 1534 inwoners (volkstelling 2010).